# ناصرآباد، راجستان
ناصرآباد (به انگلیسی: Nasirabad) یک منطقهٔ مسکونی در هند است که در شهرستان اجمیر واقع شده‌است.
این شهر به نام ناصرالدوله نام‌گذاری شده است. ناصرالدوله لقب سر دیوید آکترلانی، افسر کمپانی هند شرقی بریتانیا بود که این لقب را از شاه عالم دوم، پادشاه گورگانی هند، دریافت کرده بود.

## خصوصیات
ناصرآباد ۵۰٬۸۰۴ نفر جمعیت دارد و ۴۲۹ متر بالاتر از سطح دریا واقع شده‌است.